# 米爾科沃市鎮

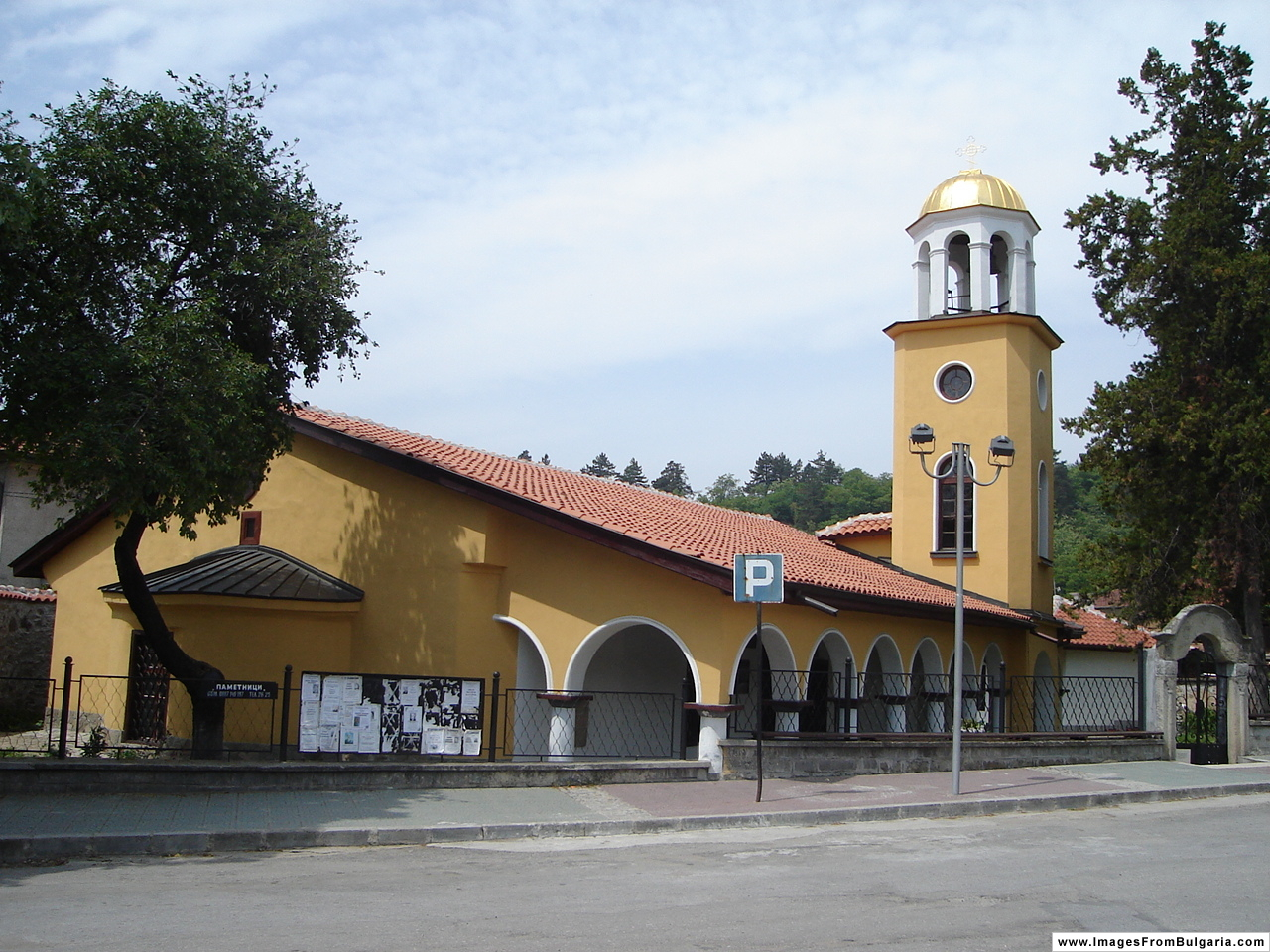
教堂

米爾科沃市鎮，是保加利亞西部索菲亞州的市鎮，行政中心为米爾科沃，面積207.88平方公里，2011年人口2,540，人口密度每平方公里12.22人。